# NGC 1100
NGC 1100 (другие обозначения — ESO 546-18, MCG -3-8-16, HCG 21B, PGC 10438) — спиральная галактика с перемычкой (SBa) в созвездии Эридан. Открыта Фрэнком Ливенвортом в 1886 году. Описание Дрейера: «тусклый, очень маленький, немного вытянутый объект, более яркий в середине и в ядре, третий из трёх», под другими двумя объектами подразумеваются NGC 1098 и NGC 1099. Принадлежит к компактной группе Хиксона 21, которая содержит галактики NGC 1091, 1092, 1098, 1099.
Этот объект входит в число перечисленных в оригинальной редакции «Нового общего каталога».